# Barbara Scheuch-Vötterle
Barbara Scheuch-Vötterle (* 27. November 1947 in Kassel) ist eine deutsche Musikverlegerin und Geschäftsführerin des Bärenreiter-Verlags.
1975 übernahm sie nach dem Tod ihres Vaters Karl Vötterle die Geschäftsführung für den Verlag. Scheuch-Vötterle wurde 1999 mit der Goethe-Plakette des Hessischen Ministeriums für Wissenschaft und Kunst ausgezeichnet. 2005 erhielt sie die Ehrenmitgliedschaften der Gesellschaft für Musikforschung, deren Verbandszeitschrift Die Musikforschung bei Bärenreiter erscheint. Im März 2007 wurde sie zur Ehrenprofessorin des Landes Hessen ernannt. Sie ist Mitglied im Vorstand der Kasseler Musiktage.